# حکومت نظامی

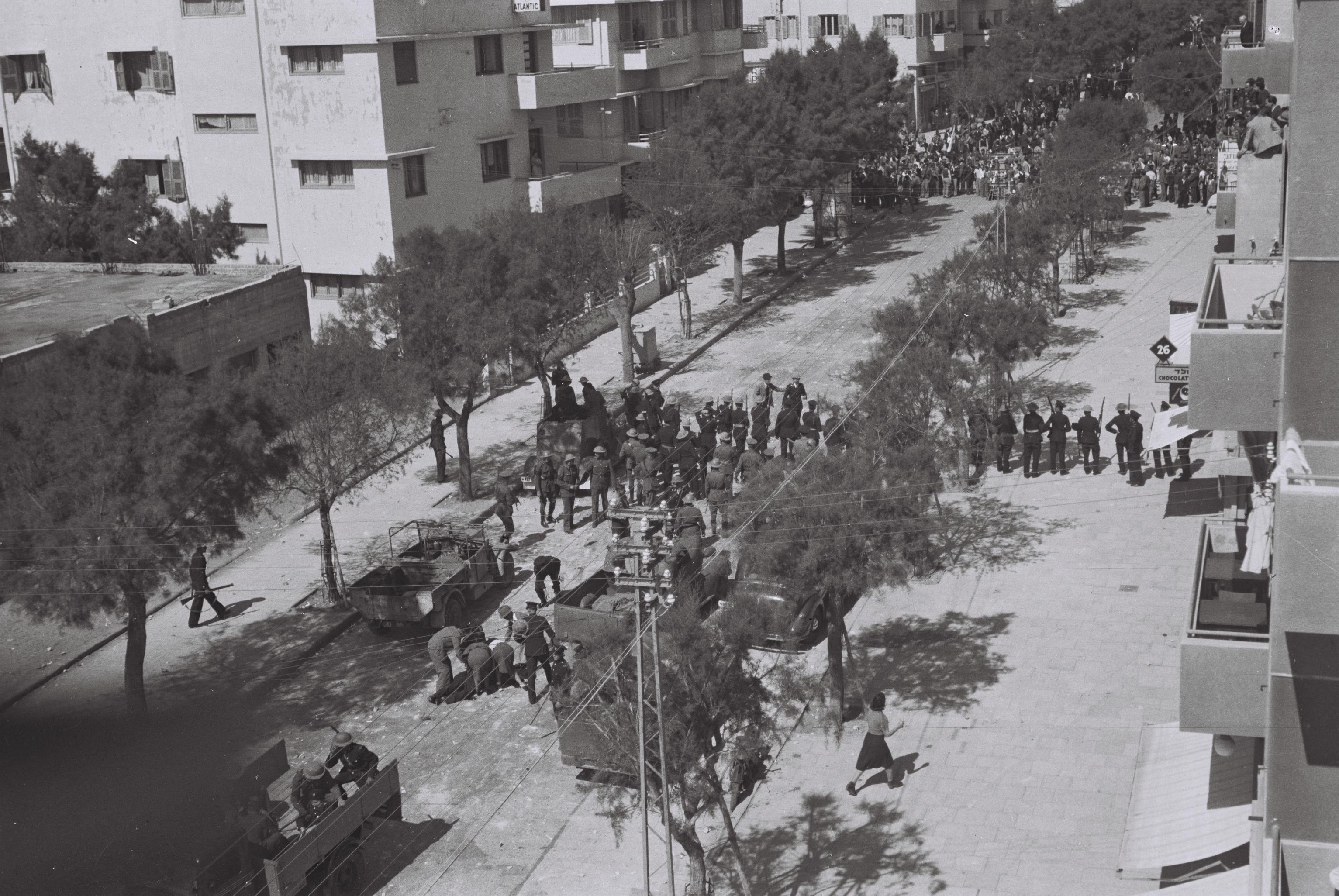
رویارویی تظاهرکنندگان یهودی و پلیس قیمومت فلسطین در تاریخ ۲۷ مه ۱۹۳۹ در خیابان آلنبی، تل‌آویو.

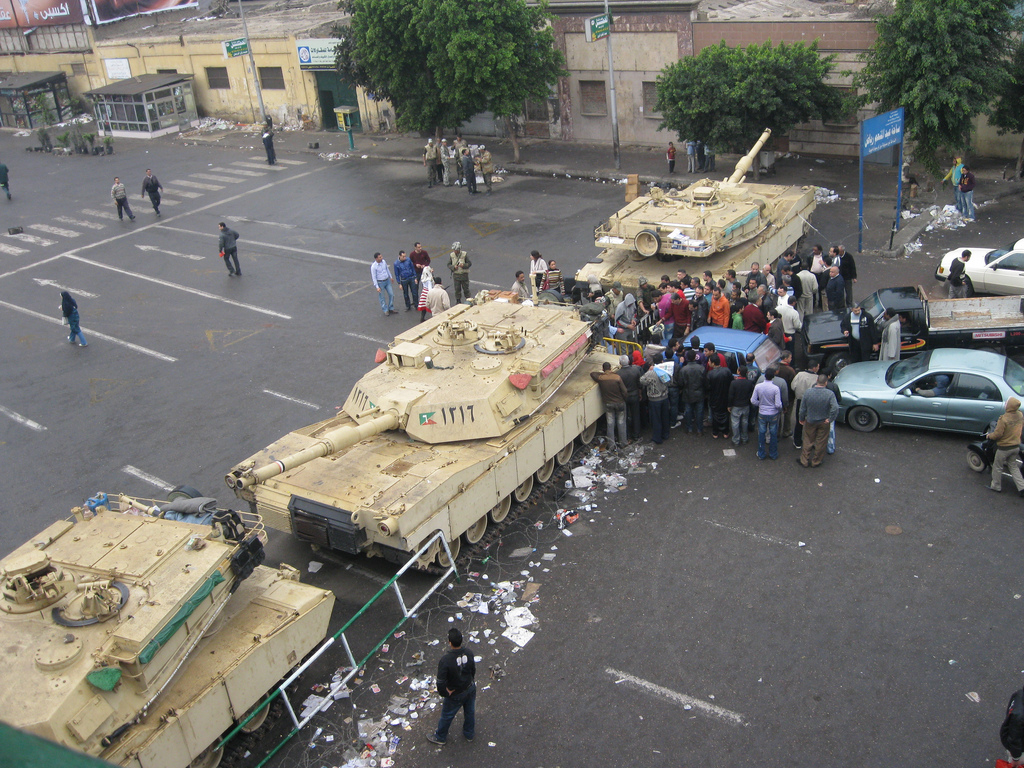
استقرار تانک‌های ارتش مصر در خیابانی منتهی به میدان تحریر در جریان انقلاب ۲۰۱۱ مصر.

حکومت نظامی وضعیتی است که در آن ارتش، چه با موافقت دولت و چه پس از کودتا، اداره امور کشور را به دست می‌گیرد و برخی قوانین رایج را معلق می‌کند. در برخی موارد، حکومت نظامی با مقررات منع رفت‌وآمد و تشکیل دادگاه نظامی همراه است.
در موارد منع عبور و مرور افراد ناچارند هر روز پیش از ساعت مشخصی به خانه‌های خود برگردند. چنین دستوری معمولاً برای سرکوب گروهی مشخص یا به منظور حفظ نظم عمومی صادر می‌شود.